# Veronika Kohlbach
Veronika ”Ronny” Kohlbach (gift Wagner och Almer), född 3 januari 1906, död 1996 i Wien, var en österrikisk friidrottare med kortdistanslöpning som huvudgren. Kohlbach var världsrekordhållare i stafettlöpning och bronsmedaljör vid damspelen 1931 och den fjärde damolympiaden 1934 och var en pionjär inom damidrott.

## Biografi
Veronika Kohlbach föddes 1906, i ungdomen började hon intressera sig för friidrott och senare gick hon med i idrottsföreningen ”Damensportverein Danubia”. Hon tävlade även för ”Wiener AF” (WAF) och ”Wiener AC” (WAC) alla i Wien.
Hon tävlade främst i löpgrenar men även i kastgrenar (främst kulstötning och diskuskastning) och hoppgrenar (främst höjdhopp och längdhopp).
1931 deltog Kohlbach vid Olimpiadi della Grazia 29–31 maj i Florens, under denna tävling tog hon bronsmedalj i Svensk stafett (med Herma Schurinek, Kohlbach, Lisl Perkaus och Maria Weese).
1934 deltog hon vid damolympiaden i London, under idrottsspelen vann hon bronsmedalj i stafettlöpning 4 x 100 meter (med Kohlbach, Johanna Vancura, Else Spennader och Gerda Gottlieb).
1936 deltog Kohlbach vid de Olympiska sommarspelen i Berlin. Hon tävlade i diskuskastning där hon slutade på en 13:e plats, i häcklöpning 80 meter (utslagen under kvaltävlingarna) och stafettlöpning 4 x 100 meter (med Charlotte Machmer, Johanna Vancura, Grete Neumann och Kohlbach, utslagen under kvaltävlingarna).
1938 deltog hon vid de första europamästerskapen för damer 17–18 september i Wien, hon tävlade i längdhopp där hon slutade på en 5.e plats.
Under sin aktiva karriär satte Kohlbach flera världsrekord i olika stafettlöpningsgrenar. Första rekordet sattes 28 september 1932 i stafett 3 x 800 meter med Kohlbach, Fritzi Degen och Maria Puchberger, nästa sattes 15 juni 1933 i svensk stafett (då 100m + 100 m + 200 m + 800 m) med Mathilde Puchberger, Else Spennader, Kohlbach och Maria Puchberger. 
1935 satte hon ytterligare 2 världsrekord dels i stafett 4 x75 meter (med Gerda Gottlieb, Wanda Nowak, Kohlbach och Johanna Vancura) den 8 september 1935 och dels i svensk stafett (då 200 m + 100 m + 80 m + 60 m) (med samma besättning) den 6 oktober.
Kohlbach var flerfaldig österrikisk mästare: i löpgrenar med löpning 100 meter (1931, 1932, 1935), 200 meter (1931, 1932, 1933 och 1935), häcklöpning 80 meter (1935), terränglöpning (1932 och 1933), stafettlöpning 4 x 100 meter (1931, 1932, 1935, 1936, 1937 och 1938), i hoppgrenar med längdhopp (1931, 1932, 1933, 1935, 1936, 1938, 1941 och 1942) och i kastgrenar med diskuskastning (1932, 1935, 1936, 1937, 1941 och 1942).
Veronika Kohlbach-Wagner-Almer dog 1996 i Wien.